# Damernas åtta med styrman i rodd vid olympiska sommarspelen 1992
Damernas åtta med styrman i rodd vid olympiska sommarspelen 1992 avgjordes mellan den 28 juli och 2 augusti 1992.

## Medaljörer
| Gren             | Guld | Silver | Brons |
| Åtta med styrman | Kanada Kirsten Barnes Shannon Crawford Megan Delehanty Kathleen Heddle Marnie McBean Jessica Monroe Brenda Taylor Lesley Thompson (styrman) Kay Worthington | Rumänien Veronica Necula Adriana Bazon Maria Păduraru Iulia Bulie Doina Robu Viorica Lepădatu Doina Șnep-Bălan Elena Georgescu (styrman) Ioana Olteanu | Tyskland Sylvia Dördelmann Kathrin Haacker Christiane Harzendorf Daniela Neunast (styrman) Cerstin Petersmann Dana Pyritz Annegret Strauch Ute Schell Judith Zeidler |

## Resultat

### A-final
| Placering | Roddare | Land     | Tid      |
| --------- | --- | -------- | -------- |
| 1         | Kirsten Barnes, Shannon Crawford, Megan Delehanty, Kathleen Heddle, Marnie McBean, Jessica Monroe, Brenda Taylor, Lesley Thompson och Kay Worthington        | Kanada   | 6:02,62  |
| 2         | Veronica Necula, Adriana Bazon, Maria Păduraru, Iulia Bulie, Doina Robu, Viorica Lepădatu, Doina Șnep-Bălan, Elena Georgescu och Ioana Olteanu               | Rumänien | 6:06, 26 |
| 3         | Sylvia Dördelmann, Kathrin Haacker, Christiane Harzendorf, Daniela Neunast, Cerstin Petersmann, Dana Pyritz, Annegret Strauch, Ute Schell och Judith Zeidler | Tyskland | 6:07,80  |
| 4         | Svitlana Fil, Marina Znak, Irina Gribko, Sarmite Stone, Marina Suprun, Natalija Stasjuk, Natalija Grigorjeva, Jekaterina Kotko och Jelena Medvedeva          | OSS      | 6:09,68  |
| 5         | Lin Zhiai, Ma Lingin, Pei Jiayun, He Yanwen, Liu Xirong, Liang Xiling, Cao Mianying, Zhou Shouying och Li Ronghua                                            | Kina     | 6:12,08  |
| 6         | Tina Brown, Shannon Day, Betsy McCagg, Mary McCagg, Sarah Gengler, Tracy Rude, Kelley Jones, Diana Olson och Yasmin Farooq                                   | USA      | 6:12,25  |